# Nicolaus Knüpfer
Nicolaus Knüpfer (né à Leipzig vers 1609, mort à Utrecht en 1655) est un peintre du Siècle d'or néerlandais.

## Biographie
Knüpfer fait son apprentissage à Leipzig, où d'après Houbraken il est élève d'Emanuel Nysen.
Il déménage alors à Magdebourg, où il trouve du travail dans la réalisation de pinceaux pour les artistes. Il y reste jusqu'en 1630, année où il s'installe à Utrecht pour travailler avec Abraham Bloemaert, pendant deux ans.
Il s'établit ensuite dans son propre atelier, où en 1637 il devient membre visiteur de la Guilde de Saint-Luc. Il travaille aux décorations du château de Kronborg au Danemark, et peint des personnages dans les paysages de Jan Both et Jan Baptist Weenix. Knüpfer est un maitre, dont les élèves devinrent de grands peintres après lui, comme Jan Steen, Gabriel Metsu, Ary de Vois et Pieter Crijnse Volmarijn.

## Œuvre
Knüpfer peignait des petites œuvres sur des thèmes bibliques, littéraires, et mythologiques, ainsi que des scènes de genre populaires à cette époque. Ses personnages ont souvent des poses inhabituelles, et il peignait avec des lignes mouvantes et des accents blancs.

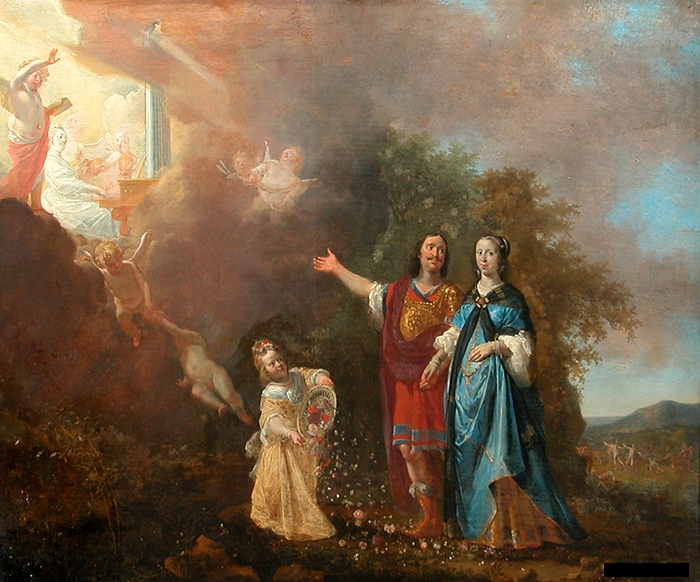
Apparition de sainte Cécile à un couple - Musée du Louvre
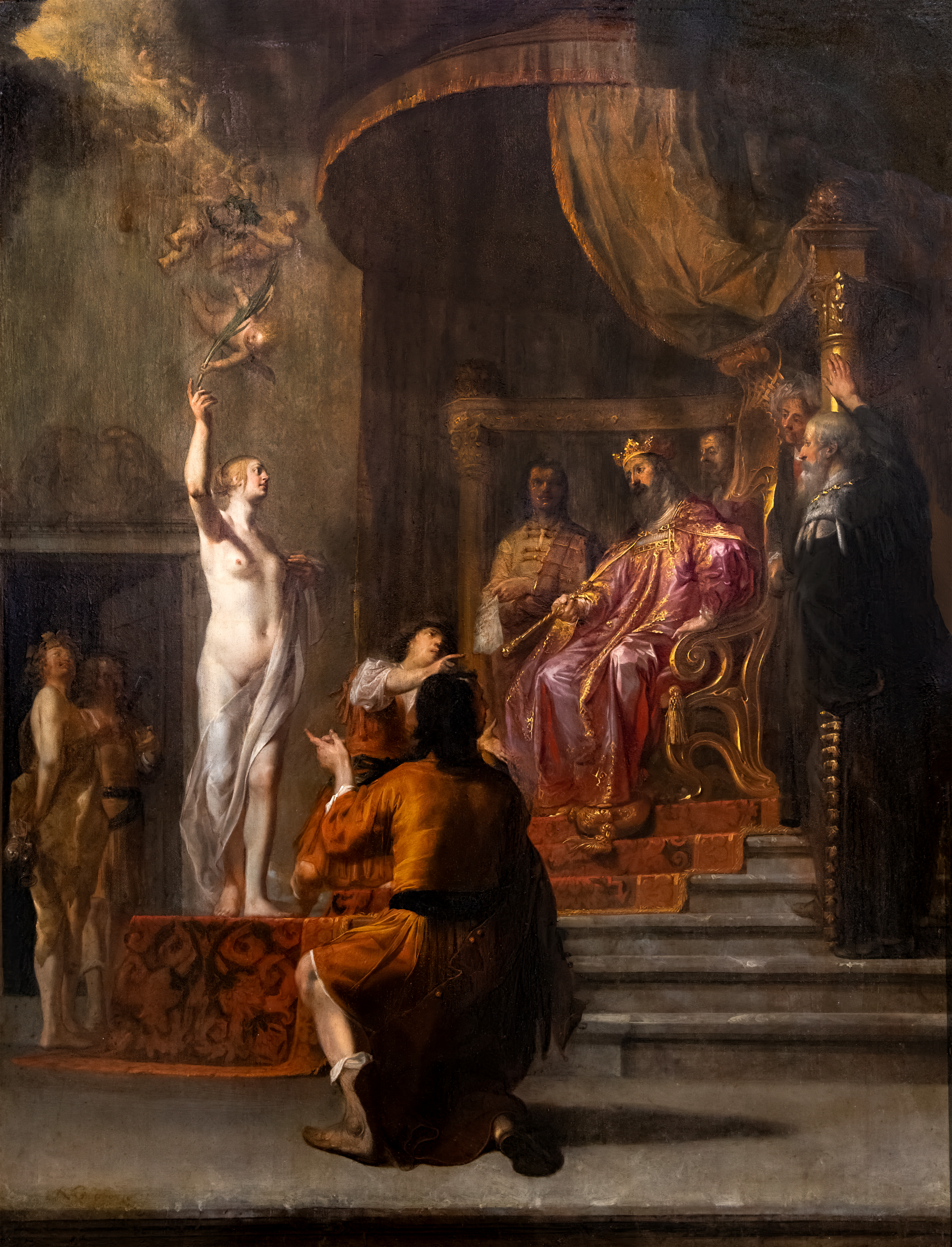
Zorobabel devant Darius - Musée des Beaux-Arts de Narbonne

### Interprétations maître-élève du Livre de Tobie

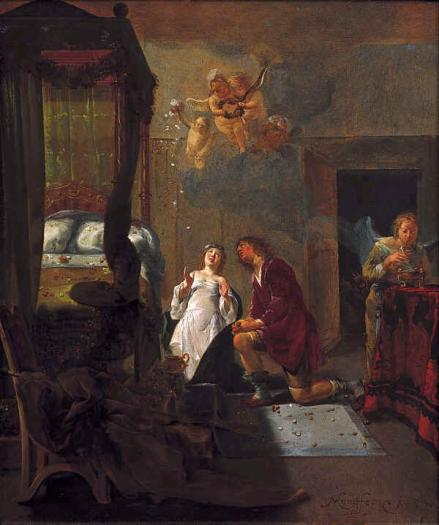
Scène du Livre de Tobie, où Tobie et Sarah prient l'ange Gabriel de chasser le démon.
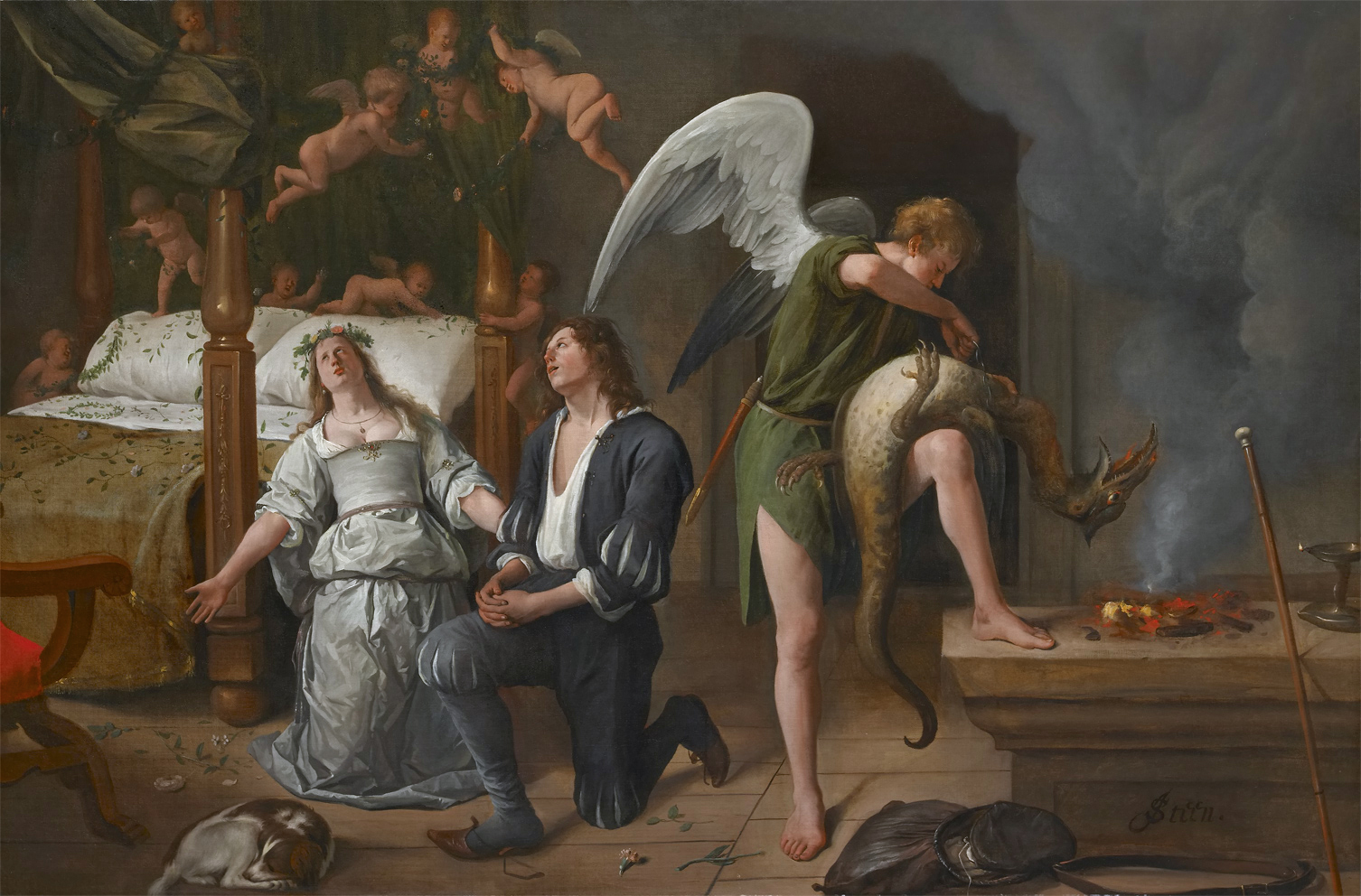
Même scène plusieurs années après, par son élève Jan Steen, musée Bredius.